# Силверстрит (Јужна Каролина)
Силверстрит (енгл. Silverstreet) град је у америчкој савезној држави Јужна Каролина.

## Демографија
По попису из 2010. године број становника је 162, што је 54 (-25,0%) становника мање него 2000. године.
| Група             | 2000.       | 2010.       |
| Белци             | 180 (83,3%) | 123 (75,9%) |
| Афроамериканци    | 31 (14,4%)  | 32 (19,8%)  |
| Азијати           | 0 (0,0%)    | 0 (0,0%)    |
| Хиспаноамериканци | 4 (1,9%)    | 7 (4,3%)    |
| Укупно            | 216         | 162         |